# Megalithen am Hochrhein

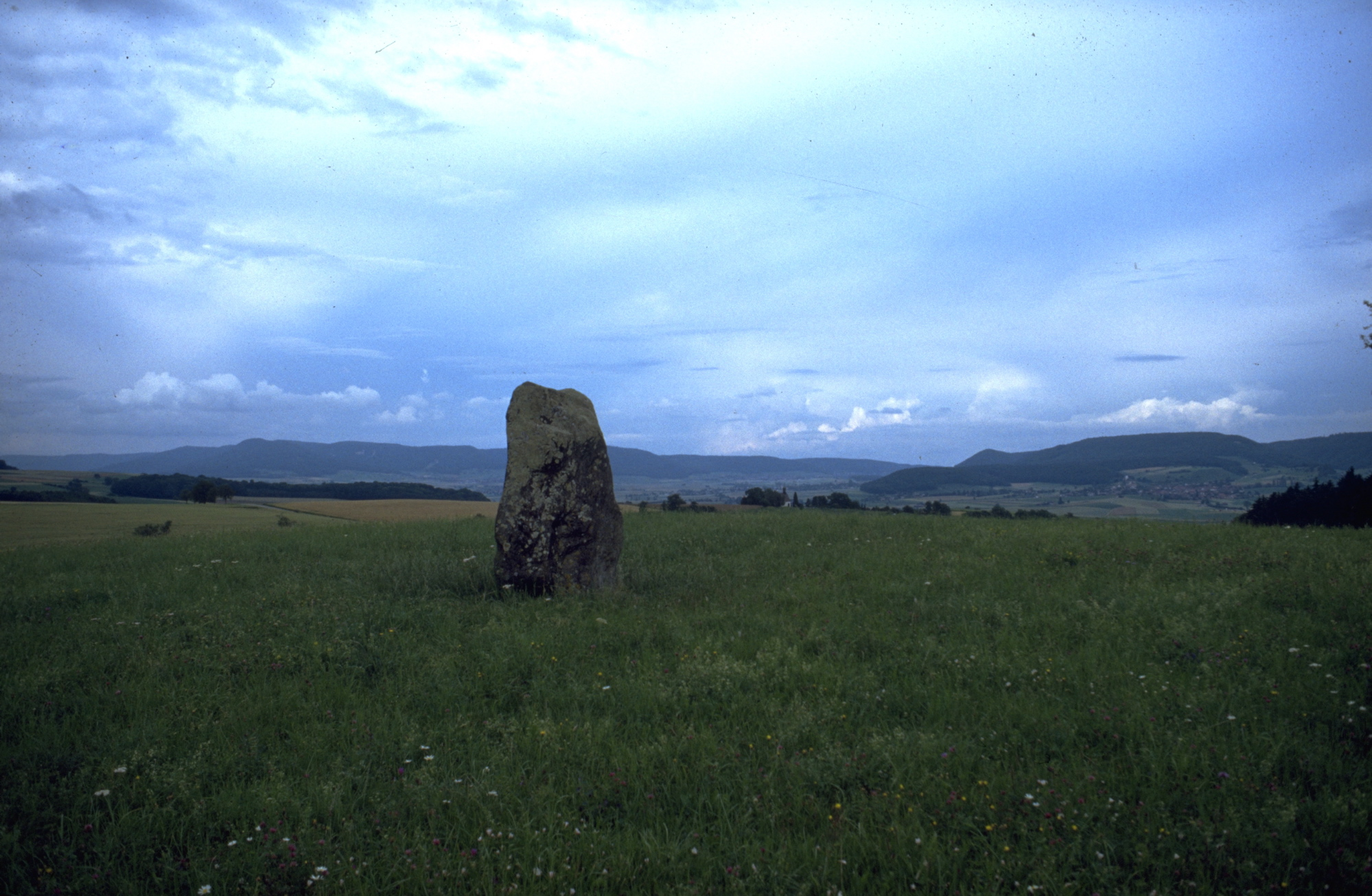
Der Menhir am Weg von Erzingen nach Degernau und der Abzweigung nach Ofteringen

Bei den Megalithen am Hochrhein handelt es sich um Relikte einer Urkultur, die sich vor 7000 Jahren an der Atlantikküste Westeuropas und im westlichen Mittelmeerraum zu verbreiten begann. Sie ging vor 4500 Jahren durch eine Invasion indogermanischer Völker aus dem Osten, den nach ihrer Gebrauchskeramik als „Glockenbecherkultur“ benannten Gruppen, unter. Die dabei festgestellten Zerstörungen oder Nachnutzungen datieren in den Zeitraum von 2300 bis 2100 vor Christus.
Im Hochrheingebiet, das in der Literatur zur Megalithkultur zumeist noch außerhalb entsprechender Kartierungen liegt – registrierte Vorkommen enden hier am östlichen Rand von Schwarzwald und den Alpen –, war als Besonderheit nur der Langenstein an der Wutach bei Tiengen bekannt, ergänzt seit den 1950er Jahren durch die Aufdeckung des Großsteingrabes mit dem „Menhir von Degernau“.
In den letzten Jahrzehnten fielen Althistorikern und Heimatforschern Überlieferungen und Entdeckungen vor allem nördlich des Hochrheins auf und in jüngerer Zeit nahm die Fachöffentlichkeit Menhire und Dolmen auch im nördlichen Alpenraum und entlang des Hochrheins wahr.

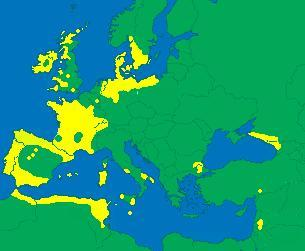
Heute angenommene Verbreitung megalithischer Bauten

## Allgemeine Verbreitung und Zeitstellung
Wissenschaftlich fällt die Zeitspanne der Megalithen in die Jungsteinzeit, die jedoch von 11.500 bis 2800–2200 v. Chr. (Endneolithikum) angesetzt ist und deshalb pauschal mit noch primitiven Gesellschaftsformen gleichgesetzt wird. Die Technologie der Megalithkultur gibt jedoch ähnliche Rätsel auf wie das Ägypten des Pyramidenbaues. Bemerkenswert ist, dass die frühen Megalith-Großbauten noch vor den ersten Pyramiden entstanden.
Bekannt sind heute vor allem Steinmonumente – von der britischen bis zur spanisch-portugiesischen Atlantikküste und im Mittelmeerraum auch riesige Grabbauten und eine Vielzahl von Steinkreisen. Diese bestehen aus Menhiren in oft exakter geometrischer Anlage, vor allem in der französischen Bretagne. Auch in Nordeuropa sind Steinsetzungen vorhanden. Im Mittelmeerraum existiert eine Vielzahl von Monumenten an der nordafrikanischen Küste bis Libyen und auf den Inseln, vor allem auf Malta.
Verbreitung im Hochrheingebiet

Karten über die angenommene Verbreitung der Menhire in Europa, in Nordafrika und Vorderasien zeigten bis vor kurzer Zeit selbst in der hochrangigen Forschungsliteratur die Alpen-Region und die inneren Landmassen des europäischen Kontinents östlich des Rheins als ‚weißen Fleck‘. Auch im süddeutschen Raum sollten nach diesen Darstellungen keine Megalithbauten existieren.
Der Oberrhein und die Rhone befanden sich jedoch noch im Einzugsbereich dieser Karten und auch aufgrund der geographischen Gegebenheiten war anzunehmen, dass es entlang dem fruchtbaren Hochrheintal von Basel bis zum Bodensee eine ‚Megalith-Infrastruktur‘ gegeben haben dürfte.
Dies hat sich seit der Nachkriegszeit bestätigt, als Heimatforscher begannen, Beobachtungen und Berichte aus dem 19. Jahrhundert auszuwerten, Fundstellen zu überprüfen und zu publizieren.

### Spuren der Megalithkultur am Hochrhein

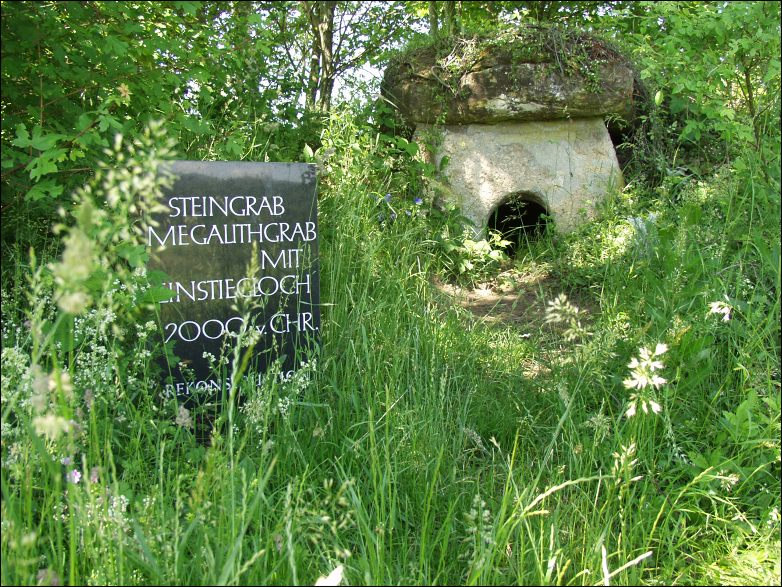
„Hünengrab“ zwischen Degernau und Erzingen

Die Megalithen am Hochrhein stellen ein Ensemble von einigen bekannten und zahlreichen selbst vor Ort kaum bekannten Objekten in Südbaden dar, die nur in Einzelfällen in der übergreifenden Fachliteratur erfasst sind. Neben dem Menhir und dem Dolmen von Degernau fand nur noch der Langenstein bei Tiengen Eingang in Verzeichnisse archäologischer Stätten und in die überregionale Literatur. In den regionalen Überlieferungen sind sie jedoch durchaus bekannt, auch wenn das Wissen darüber erst nach neueren Ausgrabungen in Westeuropa und durch die Radiokarbonmethode (Altersmessung) im Zusammenhang erweitert werden konnte.
Am Hochrhein finden sich noch zwei der hier relativ kleinen Großsteingräber, auch Dolmen genannt. Es kann jedoch davon ausgegangen werden, dass noch vor 150 bis 200 Jahren viele weitere existierten. Sie wurden häufig für den Straßenbau zerschlagen und zu Schotter verarbeitet, später ebenfalls für die Anlage der Gleisdämme der Eisenbahn.

### Standort-Dokument

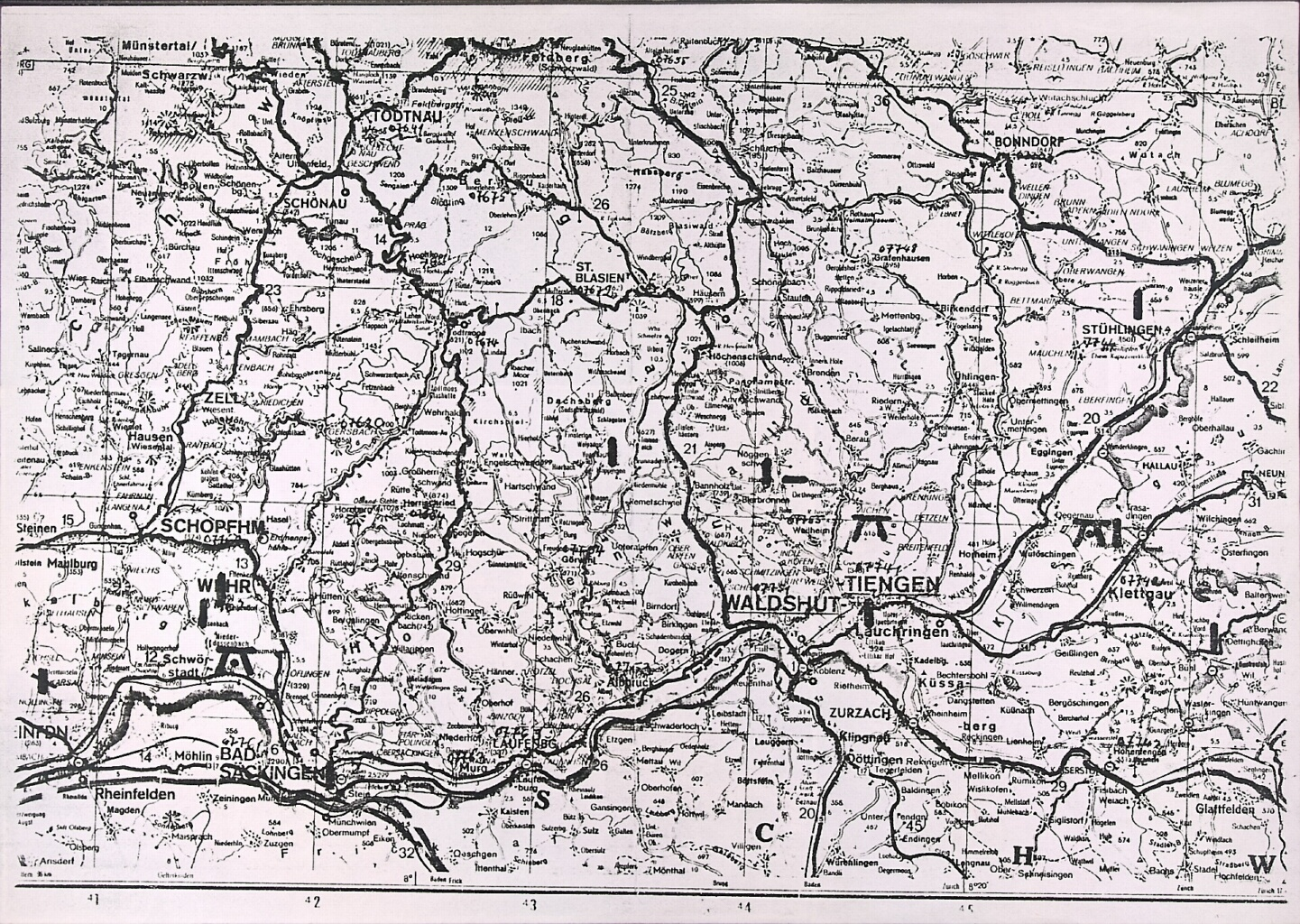
Karte mit den Standorten von Megalithbauten am Hochrhein

Neben dem Menhir und dem Dolmen von Degernau sowie dem Tiengener Langenstein sind, durch eine Karte des verstorbenen Erzinger Bauunternehmers Hans Parodi, die Standorte weiterer Menhire und Megalith-Bauwerke am Hochrhein markiert.
Hans Parodi hatte die Wiederaufrichtung des Menhirs von Degernau 1971 technisch ausgeführt.
Die Karte bezeichnet ungefähre Ortsangaben bei Wehr und Rheinfelden bis Nöggenschwiel/Brenden und Dettighofen. Unklar ist die Eintragung eines stehenden und eines liegenden Menhir sowie eines Grabbaues nördlich von Tiengen.

## Dolmen
Neben Schwörstadt im Kreis Lörrach ist Degernau der einzige Fundort eines Großsteingrabes nördlich des Hochrhein.

### Degernau (Wutöschingen)

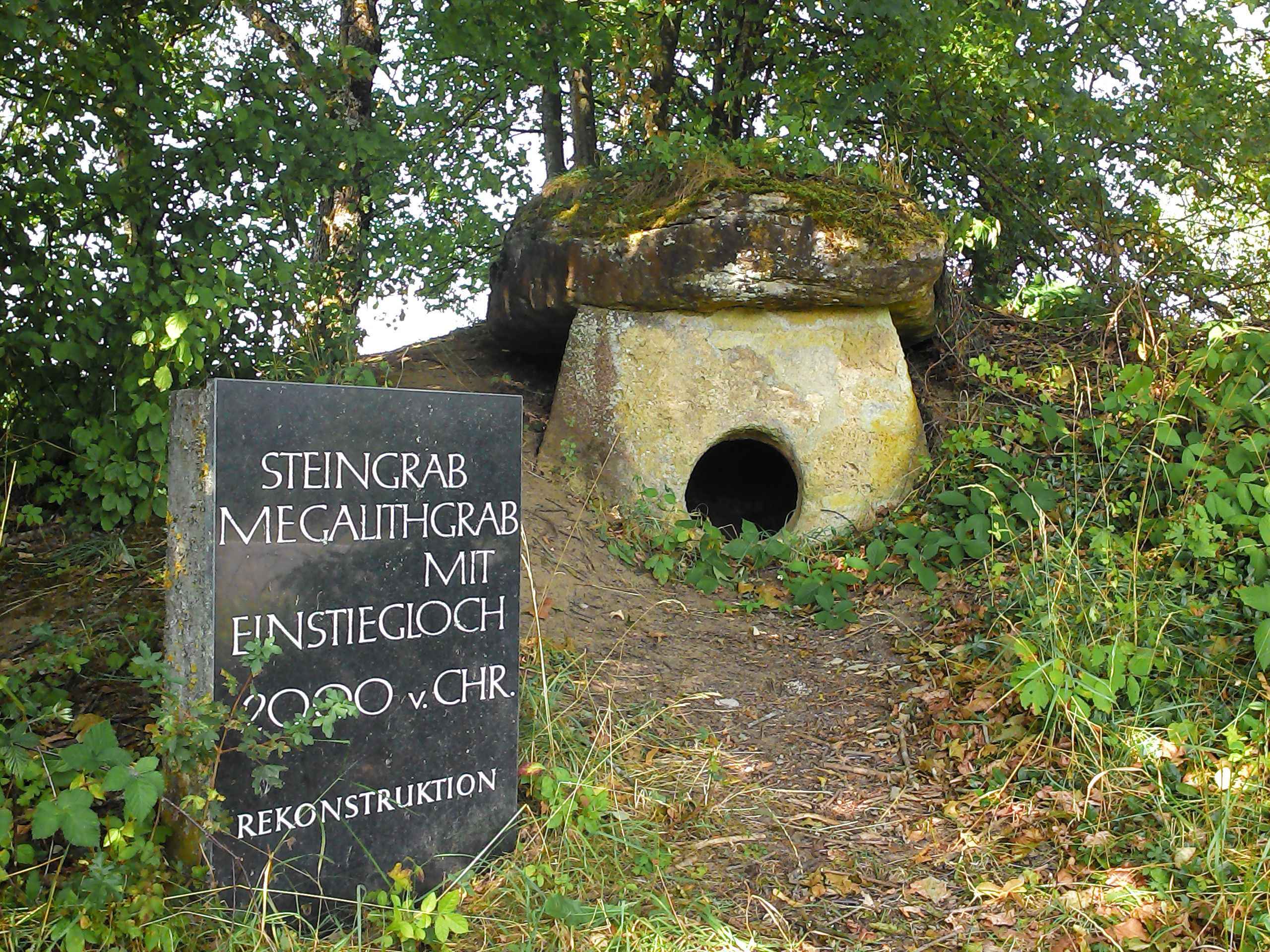
Steingrab (Dolmen) am Übergang Erzingen-Degernau (Neue Setzung)

„Hauptlehrer Schneider, Freiburg, der lange Jahre in Degernau wirkte, hat 1954 im Gewann ‚Toter Mann‘ oder ‚Am langen Stein‘, wie es früher genannt wurde, die Überreste eines Megalith- oder Großsteingrabes aus der Zeit um 3000 v. Chr. gefunden. An der einen Seitenwand befand sich das für diese Oberflächen-Kastengräber übliche ovale Einstieg- oder Seelenloch, durch das die Toten in die Grabkammer gebracht worden sind, worauf dieses wieder verschlossen wurde. Die Hebung der 2–3 Tonnen schweren Deckplatte, die sich in der Erdoberfläche befand, ergab, daß das Grab, da auch keine Skelettreste oder Grabbeigaben gefunden worden sind, einst zerstört worden ist. […] Unmittelbar bei dem Grab stieß man, nach dem Scherbenfund zu urteilen, auf einen Römerweg. Schon 1936 hatte der rührige Heimatforscher und Archäologe Hptl. Schneider bei seinen Grabungen im ‚Toten Mann‘ Scherben von Tonkrügen, Steinbeile, Feuerstein-Werkzeuge und Schmuckreste gefunden, die sich im Waldshuter Heimatmuseum befinden.“

### Schwörstadt
In Niederschwörstadt unweit von Rheinfelden liegt der sogenannte „Heidenstein“:

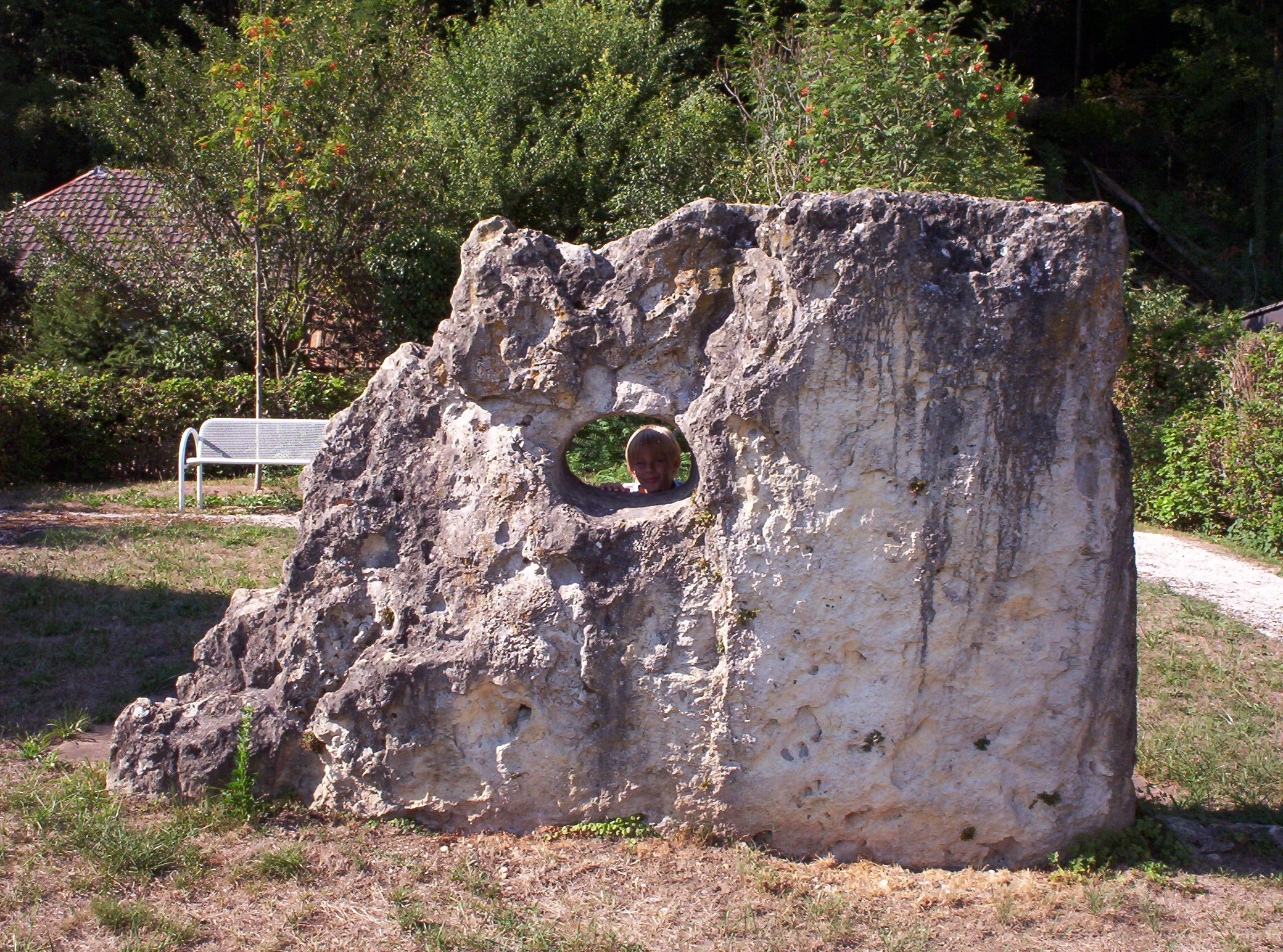
Heidenstein in Schwörstadt

„Der Dolmen (wurde) vor etwa 150 Jahren zerstört. Von der einstigen Grabkammer, die aus großen Steinplatten errichtet gewesen sein soll, ist heute nur noch eine einzige Steinplatte erhalten. Es handelt sich um jene Muschelkalktafel, die an der oberen Hälfte ein ovales Loch von 45 cm Durchmesser aufweist, das sogenannte ‚Seelenloch‘. […] In dem Dolmen von Schwörstadt wurden zahlreiche Knochenfunde gemacht. Einem Massengrab gleich waren die menschlichen Gebeine übereinander geschichtet vorgefunden worden.“

### Aichen
Fast zwei Jahre lang wurde (bis 1990) unter Leitung von Wolfgang Pape mit Studenten vom Institut für Ur- und Frühgeschichte der Universität Freiburg im Gemeindewald von Aichen (Waldshut-Tiengen) in zwei Etappen gegraben: „Grund dafür war die Vermutung, daß in dieser Gegend sich ein Megalith- oder Großsteingrab aus der Zeit 3000 Jahre vor Christi Geburt befinden könnte.“ Nachdem „tonnenschwere Steinplatten mit Hilfe eines Baggers abgetragen“ waren, stellte man nach Abtragung der Bodenschichten fest, dass „vor allem in den letzten Jahrzehnten Menschen wissentlich oder unwissentlich große Teile des ehemaligen Grabes zerstört“ hätten. In tieferen Bodenschichten gab das Erdreich eine Anordnung von Steinen frei, die in der Gegend nicht zu finden sind und wahrscheinlich von Menschenkraft dorthin geschafft wurden. „Neben Tierknochen und teilweise angebrannten Menschenknochen, die auf eine Feuerbestattung schließen lassen, fand man in der letzten erhaltenen Ecke des wahrscheinlichen Megalithgrabes auch Pfeilspitzen aus Stein. Genaueres werde man jedoch erst nach den Analysen der Funde und der Bodenproben“ mitteilen können. Darüber wurden interessierte Bürger im Anschluss an eine Ortschaftsratssitzung von dem Freiburger Forscher informiert.

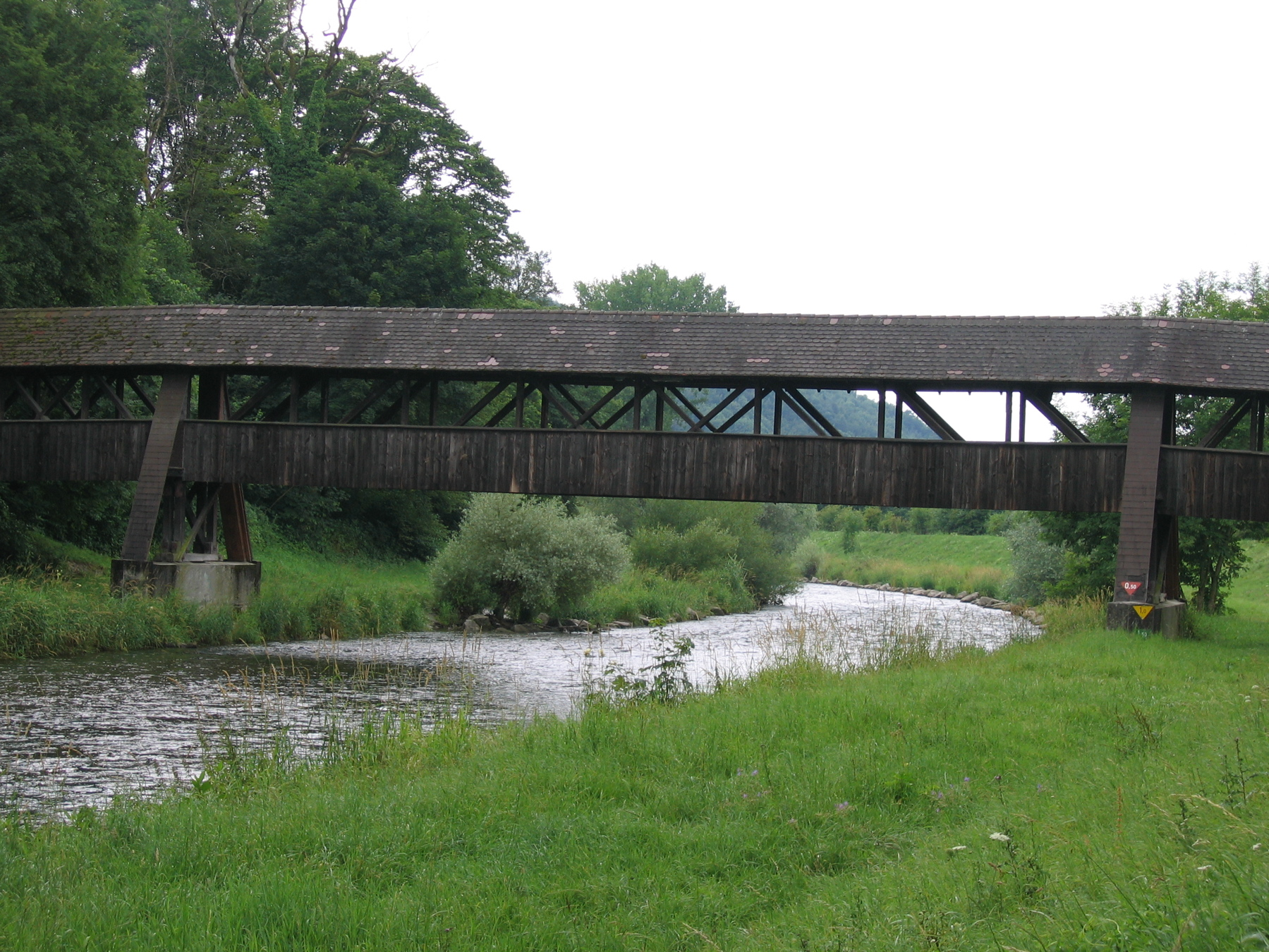
Alte Wutachbrücke bei Tiengen

## Menhire
Menhire sind nicht unbedingt Zeichen eines nahe befindlichen Steingrabes – da man sie bei einer Zerstörung kaum übrig gelassen hätte, sind sie offenbar auch alleinstehend. Auffallend ist, dass sie zumeist auf Anhöhen stehen, die gleichzeitig wichtige Wegübergänge markieren. Der bekannte Langenstein bei Tiengen steht im Tal, doch bezeichnet er hier einen alten Übergang über die Wutach.
Langenstein bei Tiengen

Der heute am alten Fußballplatz stehende Langenstein, der auch dem (neuen) Stadion den Namen gab, steht nahe der Wutach und am dortigen Übergang des direkten Weges von Tiengen nach Kadelburg sowie am Fluss entlang nach Lauchringen und Waldshut. Am Übergang befindet sich eine ältere Holzbrücke.

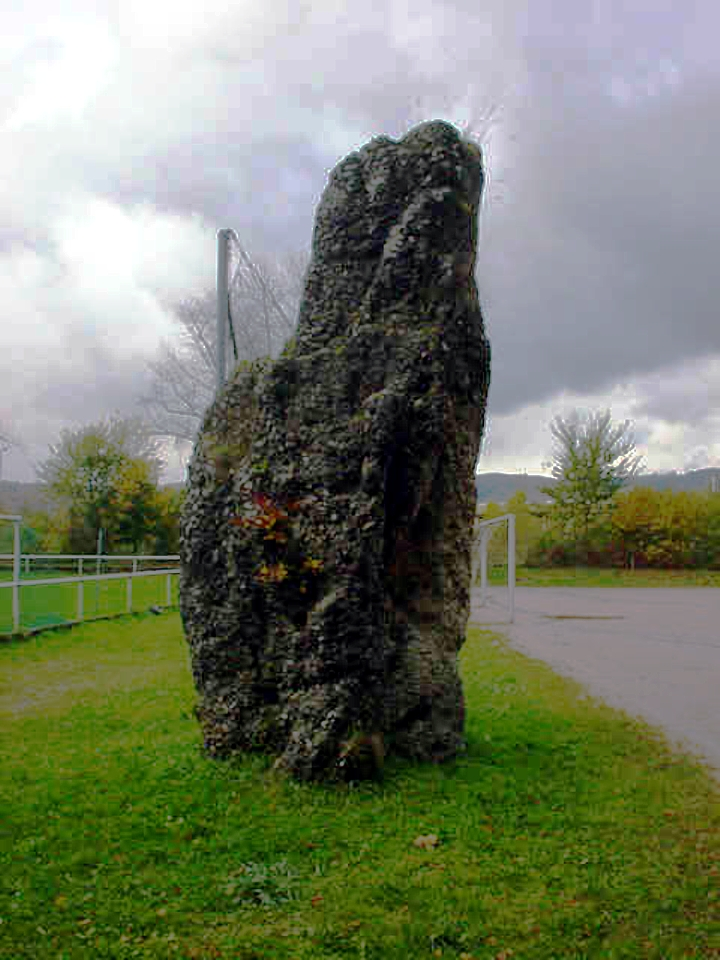
Der Langenstein bei Tiengen

„Der Lange Stein erhebt sich auf einem schmalen Terrassenstreifen zwischen dem Nordfuß des Bürgerwaldes und der heute kanalisierten Wutach. Der stark zerklüftete Nagelfluhpfeiler erreicht eine Höhe von 5,92 m über dem Boden. Er ist an seiner Basis nahezu rechteckig und besitzt einen Umfang von 7,50 m bei einem größten Durchmesser von 1,70 m. Sein Standort in der Wutachniederung lag hart neben einem alten Straßenzug. […] Der Nagelfluhpfeiler, der auch unter dem inzwischen erloschenen Namen Chindlistai bekannt war, bildete im Mittelalter das Symbol des kaiserlichen Landgerichtes im Klettgau.“ Sitzungen des Landgerichtes Klettgau sind für 1379 und 1425 bezeugt.
Brigitte Matt-Willmatt schreibt in der Chronik von Lauchringen:
„Nach der Landnahme durch die Alemannen kamen diese zu beratenden Versammlungen an bestimmten Plätzen zum ‚Ding‘ zusammen, und auch das freie kaiserliche Landgericht tagte an diesen altherkömmlichen Dingstätten, wovon als älteste der im Jahre 1020 zum ersten Mal urkundlich belegte Lange Stein bei Tiengen […] bekannt ist.“ Eine Quelle zur Urkunde gibt die Autorin jedoch nicht an.

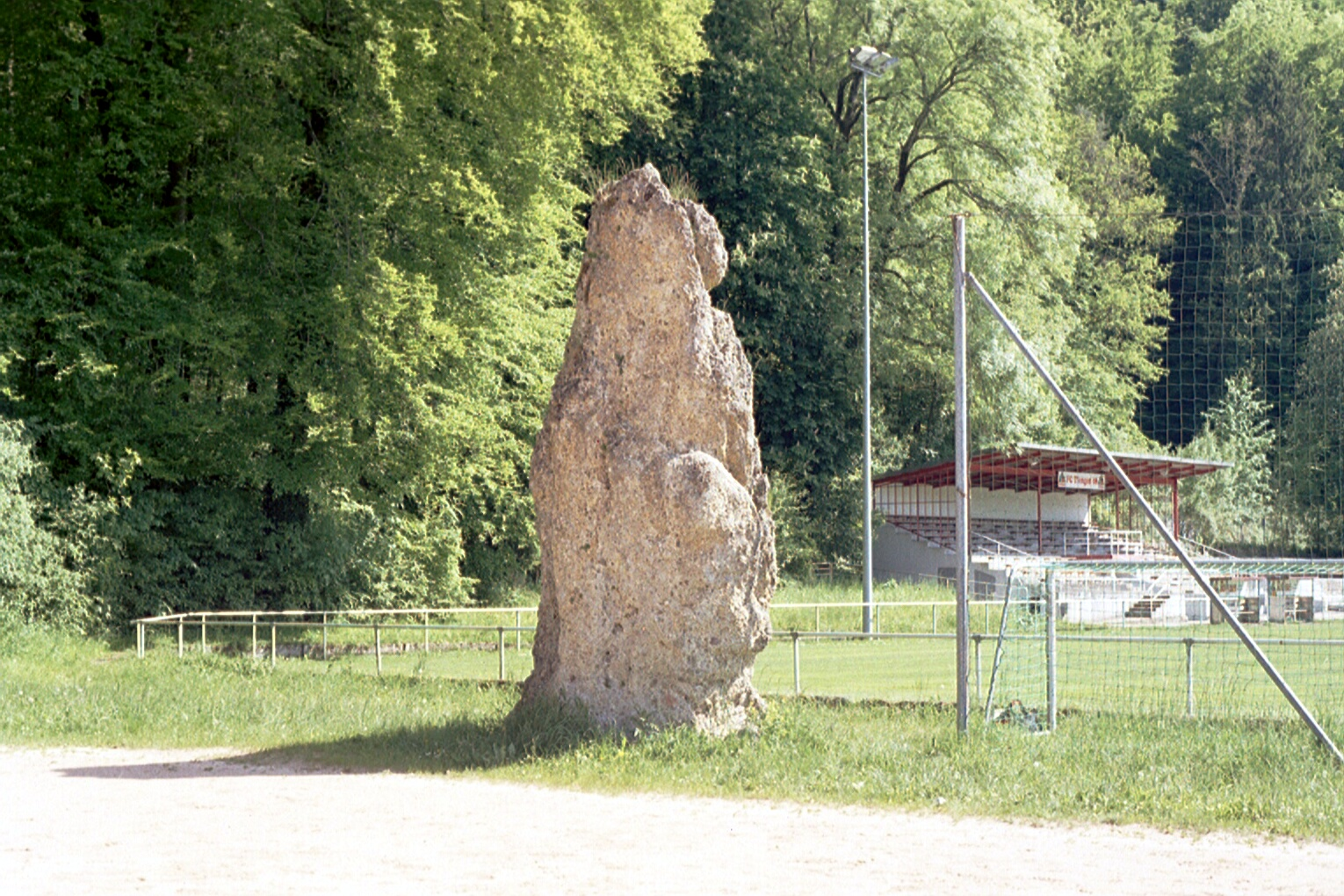
Namensgeber des alten Langenstein-Stadions des FC Tiengen 08

Der Stein soll in der Volkssage auch als „Chindlistein“ bezeichnet worden sein, da er bei Geburten Kraft verliehen oder glückliche Umstände bewirkt haben soll. Bis 2015 behütete er noch einen Sport- und Trainingsplatz, da 1993 in Tiengen unweit entfernt ein neues Stadion erbaut wurde. Das Gelände um den Stein wird ab Herbst 2018 renaturiert, verbunden „mit dem Abriss der 1958 erbauten Tribüne, der Flutlichtmasten, Umzäunung und sonstigen baulichen Substanzen. […] In Zukunft wird das alte Langensteinstadion lediglich noch als Überflutungsfläche bei Hochwasser dienen, da der Flächennutzungsplan als Nutzung nur Grünflächen oder Sportplätze vorsieht. Andere Nutzungen sind nicht zulässig‘, sagte Bürgermeister Baumert“.
Mauchen

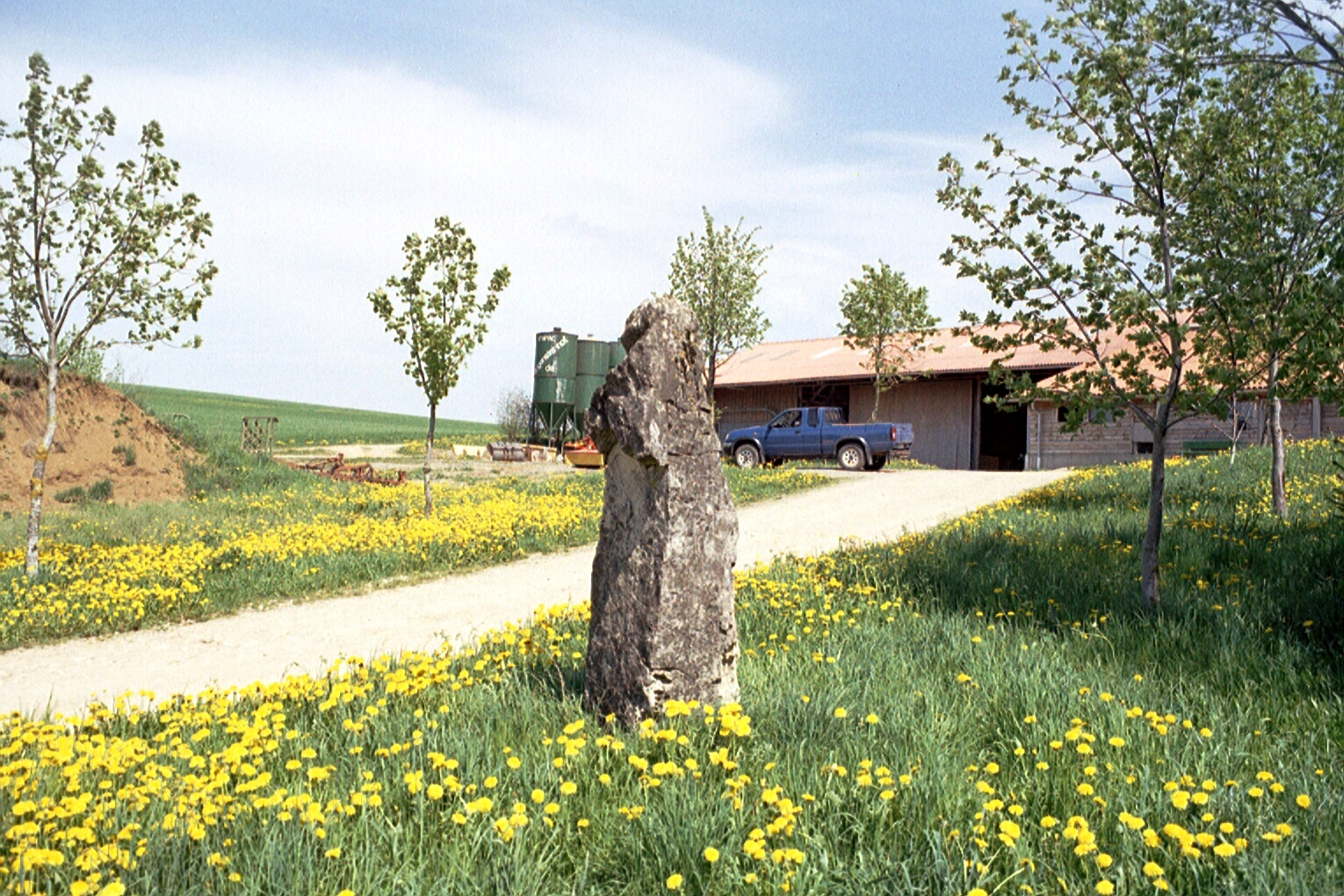
An einer Wegekreuzung (beim „Langensteinhof“), Gemarkung Mauchen

In der Nähe von Stühlingen-Mauchen befindet sich ein auf der Parodi-Karte nicht aufgeführter Stein. Er könnte in jüngerer Zeit wieder aufgerichtet worden sein.
Dettighofen

Der Menhir von Dettighofen („Hegistein“) befand sich am Ausgang der Ortschaft zum Eichberg hin („Hegiweg“), jedoch oberirdisch nur noch an seiner Kuppe erkennbar. Vor nicht allzu langer Zeit war er noch vollständig zu sehen (Foto im Archiv des Geschichtsverein Hochrhein in Bechtersbohl).
Nöggenschwiel

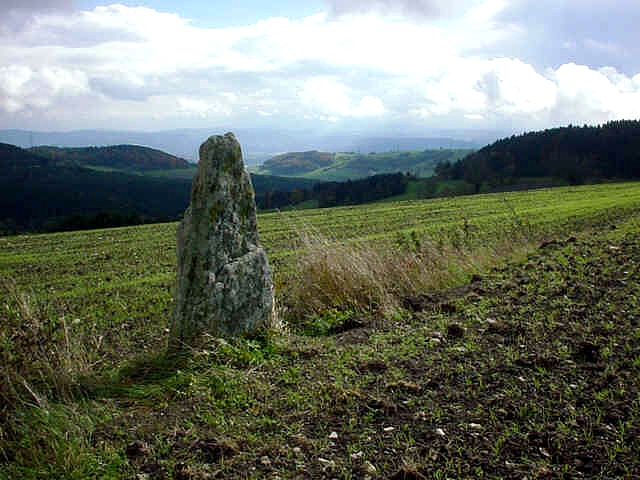
Menhir nahe der alten Verbindung Nöggenschwiel-Bierbronnen

Der Menhir von Nöggenschwiel ist auf der Parodi-Karte (siehe oben) eingetragen – daneben befindet sich dort auch noch ein ‚liegender‘ Menhir.
„Auf der welligen Muschelkalkhochfläche steht nahe der südlichen Gemarkungsgrenze gegen Bierbronnen eine vom Volksmund mit dem Namen ‚Langer Stein‘ [im Gewann ‚Langstein‘ …] belegte relativ dicke, dreieckige Steinplatte aus Buntsandstein. Der sicher von Menschenhand aufgerichtete Monolith überragt die Bodenoberfläche noch um 1,80 m. Er ist dicht über dem Boden 0,70 m breit, 0,40 m dick und mißt an der Spitze noch 0,30:0,25 m. Irgendwelche Spuren künstlicher Zurichtung sind nicht wahrnehmbar. Der Monolith – ursprünglich ein erratischer Block – steht auf einer Parzellengrenze auf dem sanften Ostabhang einer weiten Anhöhe (Pkt. 772,3 m), von wo man eine weite Fernsicht nach Osten und Süden genießt. Von Westen her ist der Langstein dagegen erst nach Überschreiten des Hügelscheitels zu erblicken.“

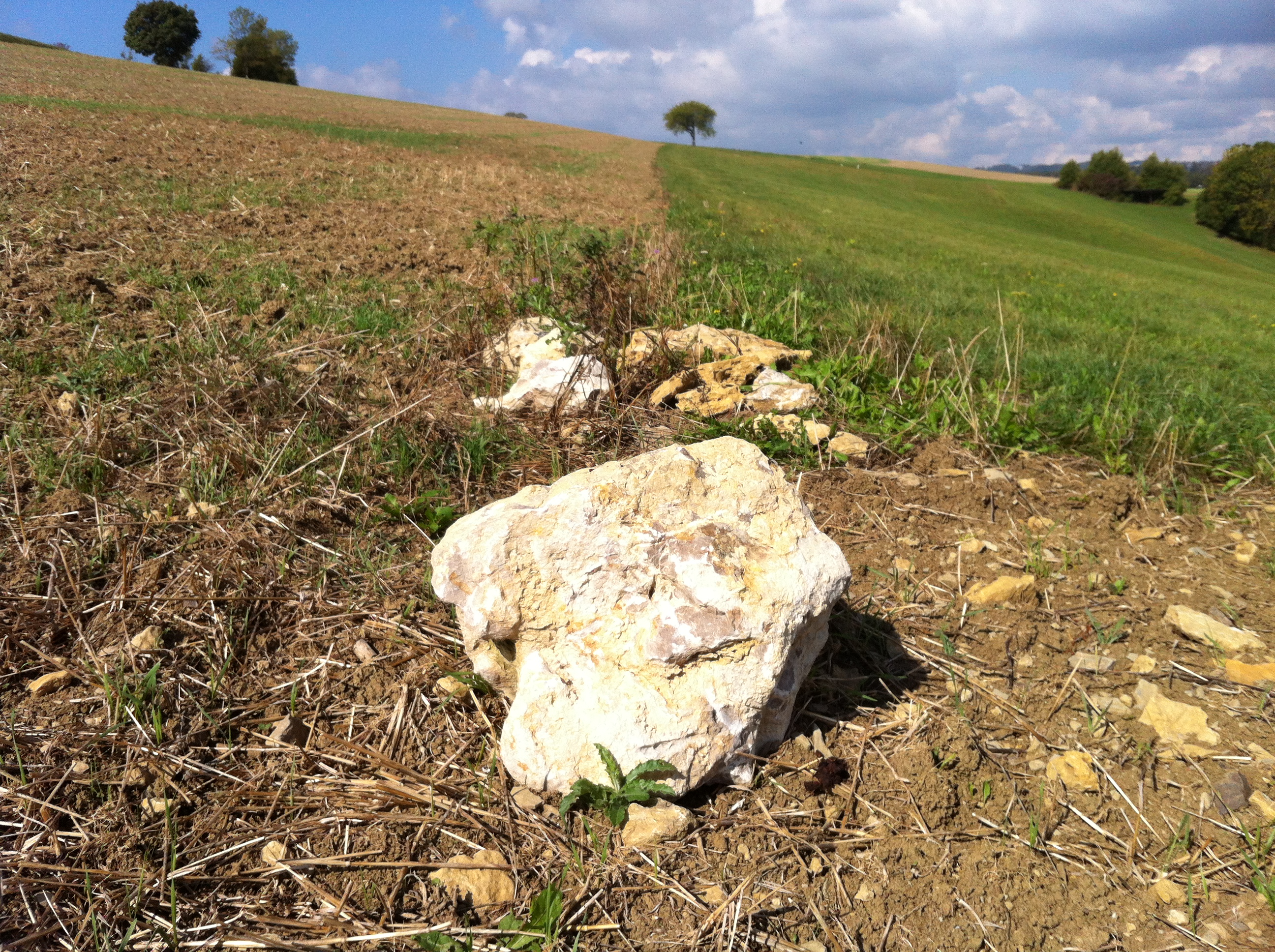
Mögliche Teilstücke des bezeichneten Monoliths

„Wie Gastwirt A. Hilpert 1950 berichtete, soll auf dem Grundstück Lgb. Nr. 663 östlich der Kapelle, die an einer Wegespinne der Straße Nöggenschwiel-Weilheim liegt, vor Jahren noch eine Steinsäule ähnlich dem ‚Langen Stein‘ aufrecht gestanden haben. Im Volksmund habe dieser etwa 1,20 m hohe Monolith der Kurze Stein geheißen. Er sei umgelegt und vergraben worden, weil er den Grundstücksbesitzer beim Ackern behindert habe. Näheres über Gestalt und Steinmaterial ist nicht bekannt. Der Monolith stand wiederum nicht auf dem höchsten Punkt, sondern auf dem Südausläufer einer weiten Anhöhe (Pkt. 755,8 m).“
Eine aktuelle Begehung führte in dem von Gersbach angegebenen Bereich (unterhalb der Anhöhe der Verbindung von Weilheim nach Nöggenschwiel) zu einer Beobachtung am Rand eines Ackers: Größere und kleinere Trümmerteile von ortsfremden Steinmaterial, die in ihren Teilen die Rekonstruktion einer Steinsäule ergeben könnten.

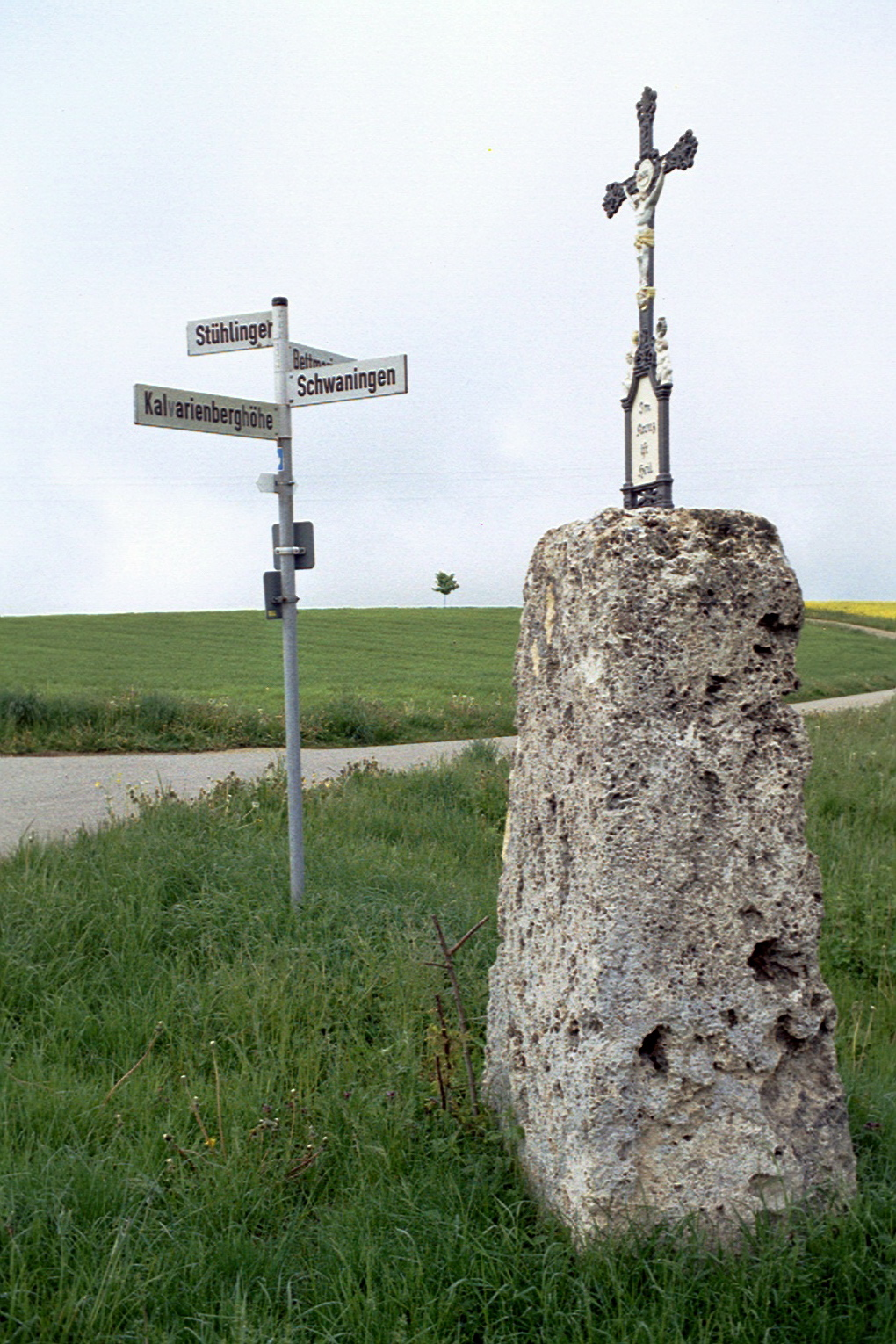
Kalvarienberg, Stühlingen

Kalvarienberg Stühlingen–Schwaningen

Der auf der Parodi-Karte nördlich Stühlingen eingetragene Menhir am Ende der Straße aus der Unterstadt über den Kalvarienberg ins Wutachtal nach Schwaningen steht in der Nähe der Kalvarienbergkapelle und dient in behauener Form als Sockel für das Wegekreuz. Die Übereinstimmung des Objektes mit dem Standort auf der Karte ist gegeben, doch wurde noch keine wissenschaftliche Begutachtung durchgeführt.
Bechtersbohl

Ein ähnliches Ensemble – Muschelkalksockel und Kruzifix – steht beim Friedhof westlich der Ortschaft Bechtersbohl vor der Küssaburg. Der hier auf der Passhöhe vorbeiführende frühzeitliche Handelsweg (spätere römische Heeresstraße) wäre ein Beispiel für die Verbindung von Menhir und der Markierung wichtiger Wegführungen.
Dossenbach / bei Wehr

Unweit des Restes des Dolmen bei Schwörstadt steht der Menhir von Dossenbach im Gewann „Kalte Waid“ an der Grenze zu Wehr. „Der Monolith steht auf dem Westabhang einer weiten, plateauartigen Kuppe (488,1 m) dicht über dem Talschluß eines seichten Trockentales.“

„1948 wurde in einem Waldstreifen südlich der Kreisstraße Dossenbach–Wehr zwischen Pt. 454,0 m und 474,7 m ein Monolith aus grauem, körnigen Albtal-Granit entdeckt. Er war infolge einer Ausgrabung an seiner Basis in östlicher Richtung umgestürzt. […] Diesbezügliche Nachforschungen bei älteren Ortsansässigen, denen der menhirartige Monolith unter dem Namen ‚der Stein‘ (mdal. de Stai) wohlbekannt war, ergaben als mutmaßlichen Zeitpunkt der Ausgrabung das Jahr 1926. Bis dahin dürfte die Steinsäule noch aufrecht gestanden haben. Man wußte überdies zu berichten, daß der Granitblock schon Mitte der zwanziger Jahre hätte als Gedenkstein für ein Kriegerdenkmal in das Dorf abtransportiert werden sollen; er sei für diesen Zweck als zu niedrig befunden und deshalb an Ort und Stelle belassen worden. Der umgestürzte Monolith wurde 1963 wieder aufgerichtet.“

„Die Steinsäule ist schlank, kegelförmig, gut gerundet und jetzt noch 1,70 m lang. Sie weist keinerlei Spuren künstlicher Zurichtung auf. Die Spitze ist wohl beim Sturz um 0,20–0,30 m abgebrochen. Ebenso dürfte die völlig glatte Bruchfläche der annähernd kreisrunden Basis – Dm. 0,80 m – nicht natürlichen Ursprungs sein; beide Bruchflächen sind ziemlich frisch. Es besteht deshalb der Verdacht, daß der Monolith unten um ein größeres Stück verkürzt worden ist. Seine Länge (Höhe) dürfte daher ursprünglich mehr als 2 m betragen haben.“
Auf der Westflanke desselben Tales steht knapp 850 m weiter südwestlich der Hunnenstein von Niederdossenbach.
Beide Steine wurden „in den zwanziger Jahren hinter dem Gasthaus ‚Zum Wehratal‘ zwischen Dossenbach und Wehr ausgegraben.“
Schwörstadt / Niederdossenbach

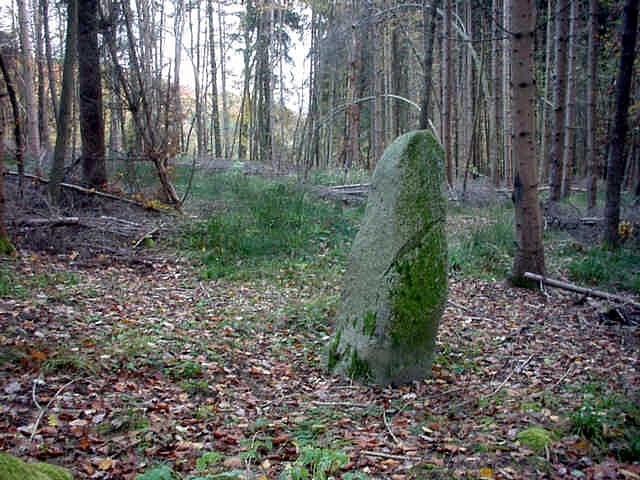
„Hunnenstein“ (Niederdossenbach)

„Der Menhir steht unweit der Gemarkungsgrenze gegen Dossenbach auf dem sanften Ostabhang einer der zahlreichen flachen Kuppen (420 m), die der Muschelkalktafel des östlichen Dinkelberges ihr Gepräge verleihen.“ Er befindet sich von Tannen umgeben im „Krosilienwald“.
„Der heute geläufige Name ‚Hunnenstein‘ ist vermutlich im 19. Jahrhundert in die eine Breitseite des Monoliths eingemeißelt worden. Er ist gewiß nicht bodenständig, sondern als halbgelehrte Neubildung ins Volk hineingetragen worden.“
„1953 wurde im Pfarrwald Distr. V der Menhir auf Veranlassung des Forstamtes Säckingen erneut aufgerichtet. […] Er wurde [zuvor] von den Einheimischen mehrmals ausgegraben, umgelegt und als in einem Kalkgebiet naturgemäß sehr begehrtes Hartsteinmaterial abtransportiert, jedoch auf Betreiben der Forstbehörde ebenso oft wieder an seinen alten Standplatz zurückgebracht. Im Aushub der letzten Baugrube konnten einige römische Scherben aufgesammelt werden. […] Mehrere Wandscherben einfacher römischer Keramik sowie das Randstück einer Kragenschüssel.“
Beschreibung: „Schlanker, spindelförmiger Monolith aus grauem, leicht kantengerundetem Granit – H. 2,50 m, Di. an der Spitze 0,30 m, Di. in der Mitte 0,50 m.“
Schweizer Hochrheinseite

„Auf der schweizerischen Rheinseite gibt es Funde in Äsch bei Basel und in Laufen.“

## Hinweise auf zerstörte/verbaute Menhire
Es gibt zahlreiche Hinweise in Gewann-Namen, die hier nicht mit Anspruch auf Vollständigkeit angeführt werden können.
Eberfingen

„Zwischen Untereggingen und Eberfingen, unterhalb der Landstraße und der Eisenbahn entlang, liegt der Lindenacker. Bis in die 1870er Jahre hinein standen auf dem Lindenacker in Quadratordnung vier gewaltige, säulenartig aufstrebende Felsblöcke. Eine mächtige Steinplatte lagerte wie eine Tischplatte darüber. Dieselbe wurde vor 100 Jahren abgenommen und als Deckel zu einer Brunnenstube verwendet. Auch die vier Säulen wurden später mit großer Mühe weggeschleppt und für den Wutachwehrbau verwendet.“
Gewann bei der Geißlinger Brücke

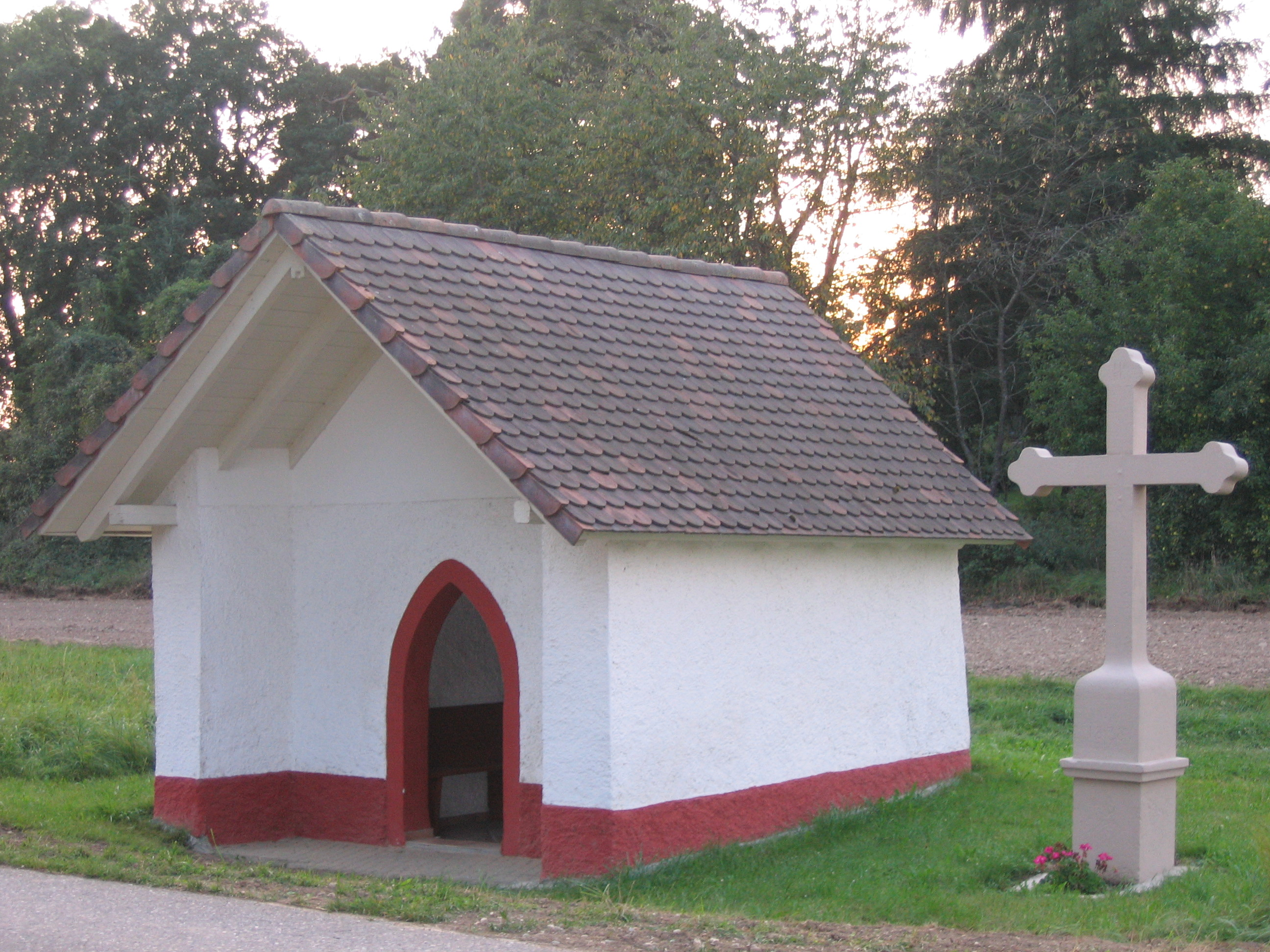
Kapelle im Gewann „Beim Langen Stein“

Ähnlich zweckentfremdet wurde ein Menhir im Gewann „Langer Stein“ im Umfeld der Straßen- und Bahnbrücke bei Geißlingen, der nach der Aussage eines ehemaligen Besitzers des Ackers in den Bahndamm verbaut worden sein soll. In der Nähe befand sich die römische Villa Heideggerhof.
Gewann Grießen-Geißlingen

Auch direkt bei Geißlingen im Umfeld von Kapelle und Kreuzweg gibt es einen Hinweis auf einen Menhir: „Das angrenzende Gewann zwischen Kreisstraße und Schwarzbach trägt den Flurnamen ‚Beim Langen Stein‘.“ Vermutet wird dort auch eine mittelalterliche Gerichtsstätte.
Rheinfelden / Nollingen

„1930 berichtete Altratschreiber Steinegger, Nollingen, an G. Kraft u. a., daß ‚nicht weit nördlich der Stelle,‘ wo ein ‚Brückchen über den Wolfsgraben führt, ein aufrechter, viereckiger Stein‘ gestanden habe. Dieser habe einen Dm. von 0,50 m besessen, den Boden um 1,50 m überragt und sei später ‚in eine Brücke eingemauert worden‘. So dürftig diese Angaben im einzelnen auch sind, so bedeutungsvoll können sie werden, wenn es gelingen sollte, diesen Stein wieder ausfindig zu machen. Denn dieser Monolith war – gleichgültig aus welchem Material er bestand – ein Fremdling an seinem Standort. Der Untergrund besteht dort in weitem Umkreis aus feuchten, lehmig-tonigen Schichten des mittleren Keupers. Der Stein muß deshalb von Menschenhand an diesen Platz gebracht und dort aufgerichtet worden sein. Sein einstiger Standort auf dem sanft abfallenden Westhang einer bewaldeten Zunge der Dinkelbergtafel ähnelt auffallend jenen der Monolithe im Ostteil dieser Muschelkalkhochfläche (Menhir Dossenbach und ‚Hunnenstein‘). Man wird deshalb gut daran tun, auch diesen Monolith in den Kreis der menhirverdächtigen Steinsäulen miteinzubeziehen.“
Flurnamen ohne Objekt-Befund im Landkreis Waldshut
- Birkendorf: „Hinterer Langenstein“
- Birkendorf: „Vorderer Langenstein“
- Eberfingen: „Langenstein“, direkt an der Gemarkungsgrenze mit Mauchen.

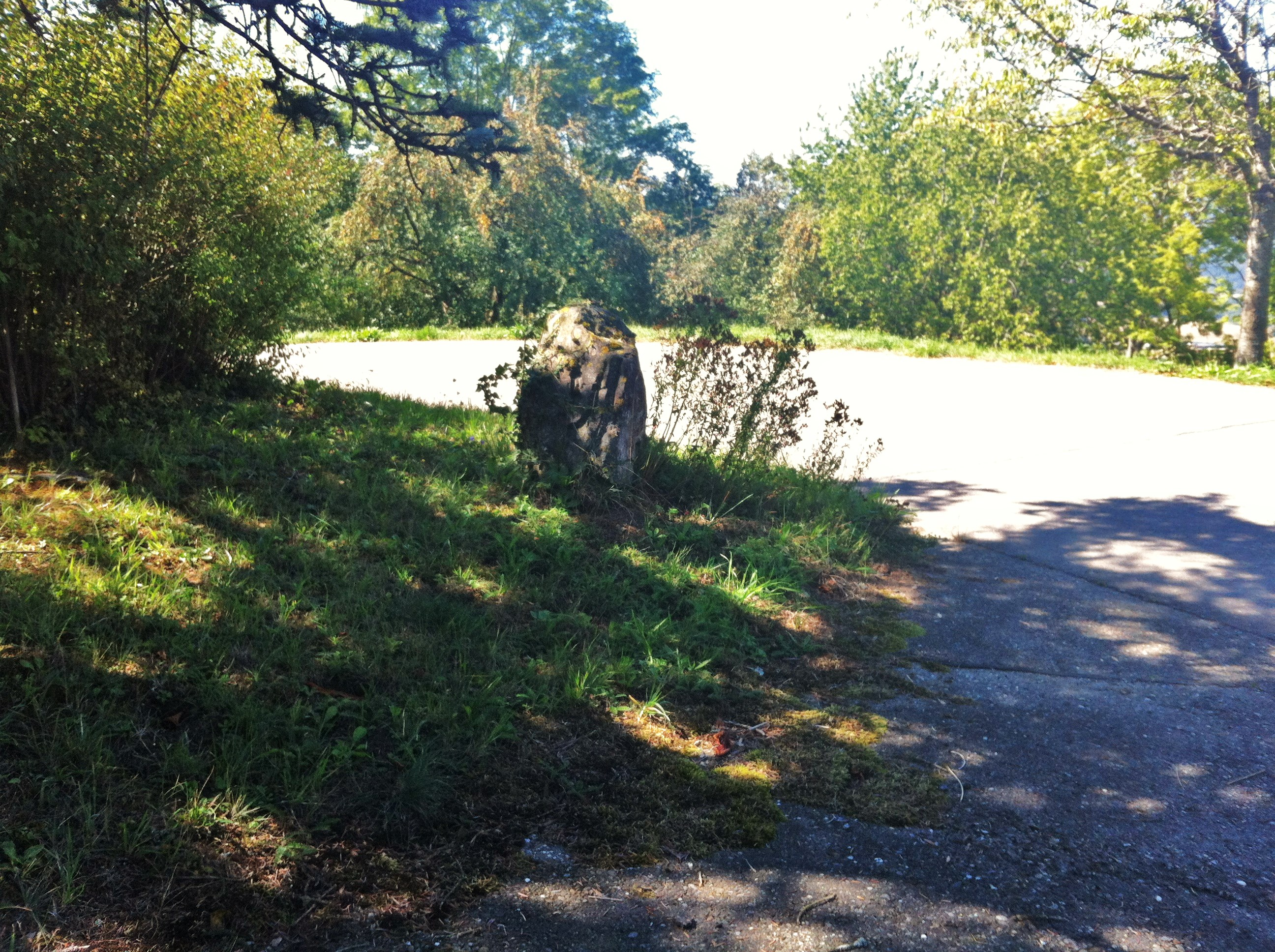
Der Monolith bei den Reutehöfen im Klettgau

- Oberwangen: „Im Langen Stein“[18]

### Monolithen
Egon Gersbach unterscheidet von den Menhiren die „Monolithe von Menhircharakter“ – „Steinsäulen“, die keine nachweisbaren Anhaltspunkte (Lage, Material, Gewann-Namen) auf eine megalithische Zuordnung erkennen lassen und gegebenenfalls auch „eigens zum Zwecke der Kennzeichnung mittelalterlicher Gerichtsstätten und Rechtsbezirke neu gesetzt worden sind.“ Einfache Gewann-Namensbildungen mit ‚Stein‘ sind zwar häufig, doch „Zurückhaltung ist schon bei den Flurennamen ‚zum Stein‘ und ‚im Stein‘ oder ‚beim Stein‘ und ‚Großer Stein‘ […] am Platze.“ Diese können auch „als Festpunkt für eine Flur- oder sonstige Grenze gedient haben.“

## Historischer Hintergrund

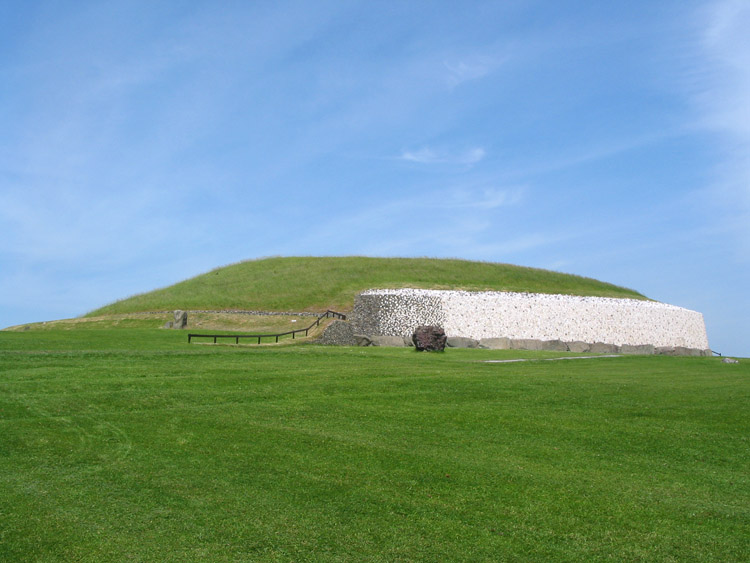
Newgrange in Irland, Teilrekonstruktion

„Die ersten Megalithbauten entstanden – kalibrierten Radionkarbon-Messungen zufolge – bereits zwischen 4700 und 4500 v. Chr. in der Bretagne und Portugal. Auf den britischen Inseln tauchen sie um 3700 v. Chr. (Knockiveage in Irland) und 3600 v. Chr. (Maumbury Ringe in England) auf. Südfrankreich steht ab 4000 v. Chr. im Zeichen der Megalithkultur und Malta ab 3700 v. Chr. Ganze ein bis zwei Jahrtausende, bevor sich die erste Pyramide aus dem Wüstensand Ägyptens erhob (26. Jh. v. Chr.), entstanden im atlantischen Megalithreich demnach bereits Monumentalbauten, die straffe Organisation, hohes technisches Verständnis und ein reiches geistiges Leben erkennen lassen. Da sich der Niedergang des Megalithreiches und der Aufstieg des ägyptischen Reiches überlappten und beide Reiche noch nahezu ein Jahrtausend nebeneinander existierten, ist die Bewunderung der Ägypter für diese Kultur verständlich.“

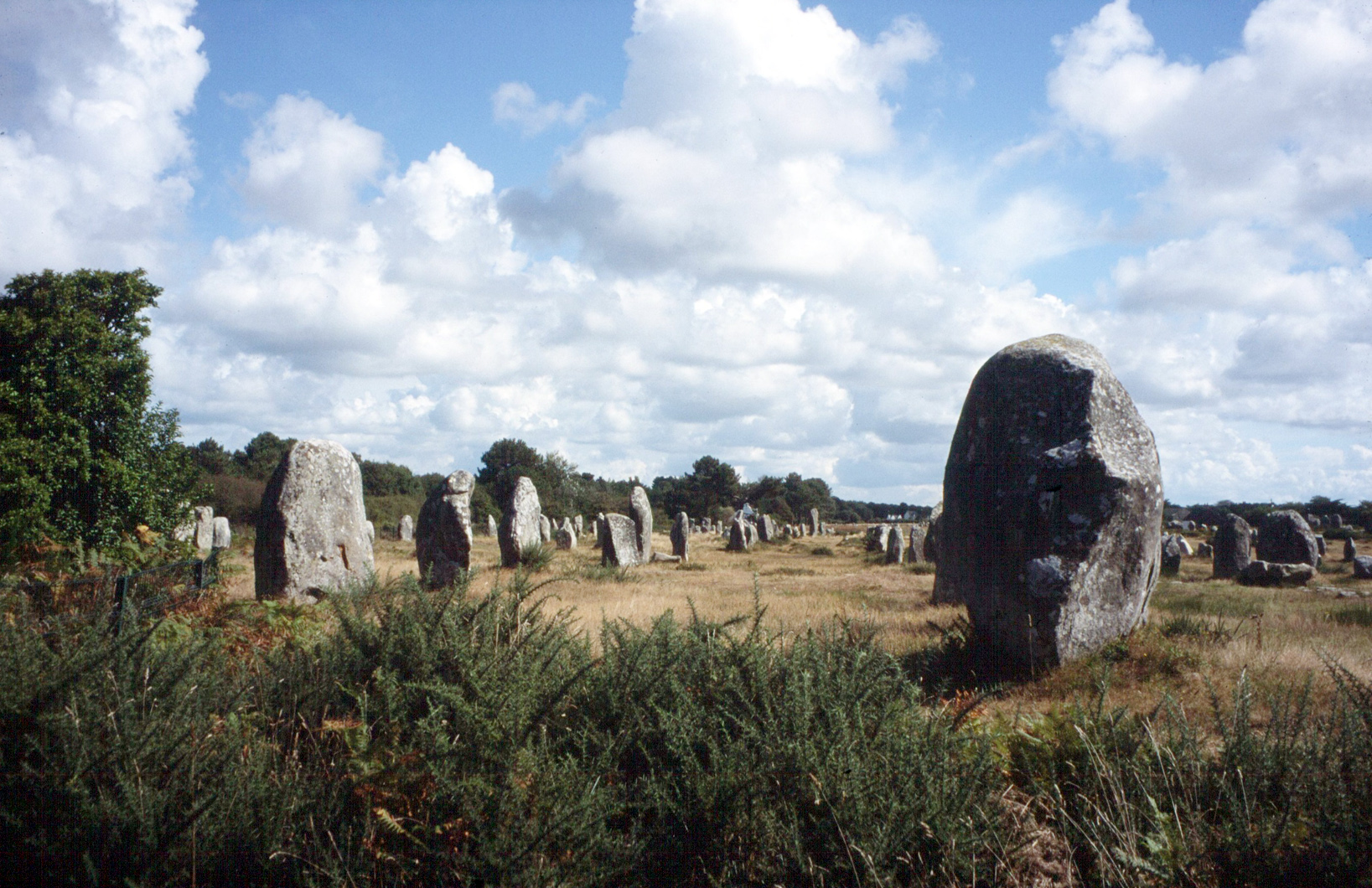
Megalithreihen bei Carnac

„Die bedeutendste Ansammlung von Megalithbauten findet man um Carnac in der südlichen Bretagne, wo riesige Menhirfelder und Steingräber bis zum Ende des 5. und Anfang des 4. Jahrtausends v. Chr. zurückweisen. Ein wichtiges und künstlerisch verblüffend schönes Megalithgrab, Newgrange in Irland, entstand um 3000 v. Chr. Ungefähr zur selben Zeit gab es auf Malta bereits freistehende Steintempel von zyklopischen Ausmaßen. Ein halbes Jahrtausend später begann auch Stonehenge in England zu entstehen.“
An der nordafrikanischen Küste – im Altertum generell als „Libyen“ bezeichnet – befinden sich zahlreiche Megalithbauten bis hin zum Atlas-Gebirge. Nur wenige davon sind erforscht. Die Relikte und Anlagen von Marokko bis Tunesien lassen nur eine Lücke im heutigen Libyen nach Ägypten: „Zwischen den zahlreichen Megalithgräbern Tunesiens und dem Nil-Land liegt nur noch die unfruchtbare Wüste.“

## Forschung
Neben den unzähligen Spekulationen und manchen seriösen Auseinandersetzungen mit der Vorzeit und der Legende von Atlantis, denen es an Beweiskraft mangelt, stehen Forschungsarbeiten, die moderne Analysemethoden und die zunehmende archäologische und wissenschaftliche Erfassung zur Verbreitung der Megalithbauten und zur Technik ihrer Erstellung einbeziehen. Im deutschsprachigen Raum zuletzt die Veröffentlichungen von Helmut Tributsch, bis 2008 Professor für Physikalische Chemie an der Freien Universität Berlin (TU) und leitender Wissenschaftler am Hahn-Meitner-Institut, der insbesondere physikalische Aspekte (Geographie, Klima, Ernährung, Technik) in die Analyse einbezog.

### Überlieferung
Ausgangspunkt aller Spekulationen und auch der ernsthaften Forschungen sind Informationen, die ein Grieche über die frühere Existenz eines alten Reiches während einer Reise nach Ägypten erhielt.
Generell zählt die Beschreibung von Geographie und Gesellschaft von Atlantis zu den ersten fassbaren schriftlichen Überlieferungen der Weltgeschichte. Der Bericht des Athener Staatsmannes Solon ca. 600 v. Chr., der die informellen Inhalte von ägyptischen Priestern erhalten haben soll, wurde durch den Philosophen Platon im vierten Jahrhundert vor Christus veröffentlicht.

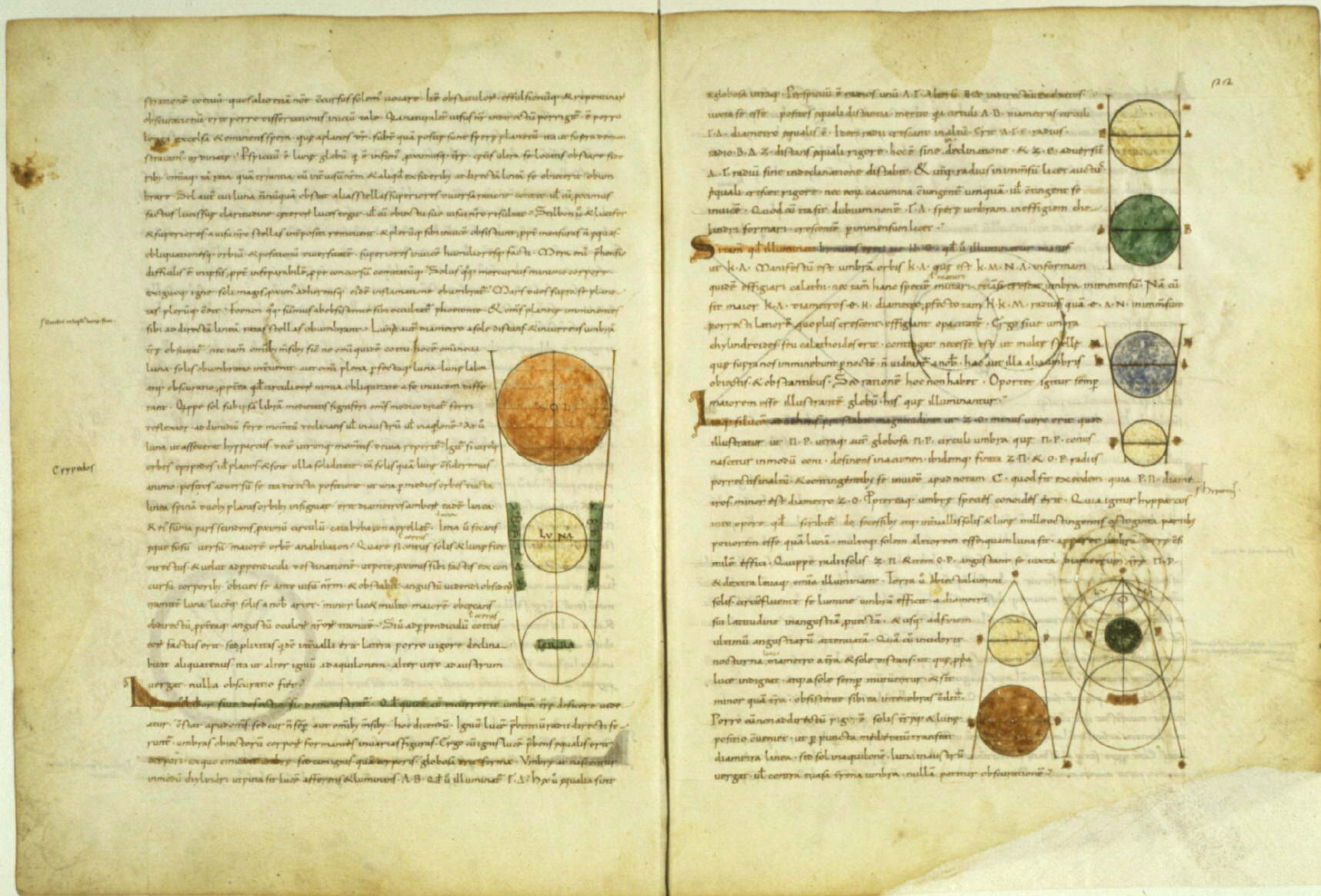
Calcidius’ lateinische Übersetzung des Timaios in einem mittelalterlichen Manuskript aus der ersten Hälfte des 10. Jahrhunderts

Dieser ‚Atlantis-Bericht‘ des Solon ist in einem ‘∂ialogos‘ des Platon um 355 v. Chr. über den ‚idealen Staat‘ erhalten. Im Dialog Timaios berichtet Kritias, „ein Verwandter des Platon, zu dessen Vorfahren auch der Athener Staatsmann Solon gehörte“, die Geschichte eines untergegangenen Reiches. Die Darstellungen von Atlantis als einer riesigen Insel, deutet Tributsch als die Annahme in der Antike, Westeuropa, an den Küste umfahren von Griechenland über Gibraltar („Säulen des Herakles“) nach Norden – die Küsten unentwegt rechterhand liegend – über Spanien, Frankreich, Britannien, seien damals als eine große Insel interpretiert worden: „Da noch zur Zeit des Römischen Reiches Unklarheiten über die Konturen Europas bestanden, kann man annehmen, daß zwei bis drei Jahrtausende vorher nur vage Vorstellungen darüber existierten, wie Westeuropa strukturiert ist. Der Sitz der westeuropäischen Megalithkultur hätte für frühe ägyptische Geographen eine große ‚Insel Atlantis‘ sein können“.
„Als die Ägypter im sechsten Jahrhundert vor Christus dem griechischen Staatsmann Solon die Atlantis-Überlieferung mitteilten, lag der Untergang des Megalithreiches erst eineinhalb Jahrtausende zurück – 1500 Jahre, während derer die schriftkundigen Ägypter fortwährend ihre Annalen geführt haben.“

### Nachfolgekulturen
„Die Megalithkultur als historische Einheit zu sehen, ist sicherlich nicht möglich. Sie wurde von verschiedenen Volksgruppen getragen, weist verschiedene künstlerisch-architektonische Strömungen und auch verschiedene Entwicklungsepochen auf. […] Der Untergang des Megalithreiches  fällt mit der Invasion der indoeuropäischen Völker aus dem Osten zusammen, der um 2300 v. Chr. einsetzte und sich wohl in mehreren Wellen abwickelte.“ Gleichsam ‚europaweit‘ (und auch an der nordafrikanischen Küste) werden binnen 200 Jahren die Megalithanlagen zerstört – „die meisten [Radiokarbon]-Datierungen liegen im Zeitraum zwischen 2300 und 2100 v. Chr.“
Rekonstruierbar ist, dass die Megalithkultur Kupfer verarbeitete, während die Glockenbecher-Krieger bereits Bronze verwendeten und dadurch trotz niedrigerem kulturellen Level waffentechnisch überlegen waren. Sie sind durch die bronzezeitlichen Grabhügel fassbar.
Die Invasoren werden heute im weiten Umfang nach ihrer Herkunft im Osten als Kurgankultur und der Art ihrer Keramik im Westen als Glockenbecherkultur bezeichnet; in (Süd-)Deutschland und der Schweiz ist eine Variante als Schnurkeramische Kultur (als Vorfahren der Germanen, event. auch Kelten und Italiker) durch zahlreiche Funde verbürgt. Megalithbauten wurden von den Eroberern zum großen Teil verschlossen, da die Invasoren das Einzelbegräbnis bevorzugten. Die Kelten sollen den Bauten wie auch den Grabhügelfeldern später wieder respektvolle Aufmerksamkeit entgegengebracht haben.

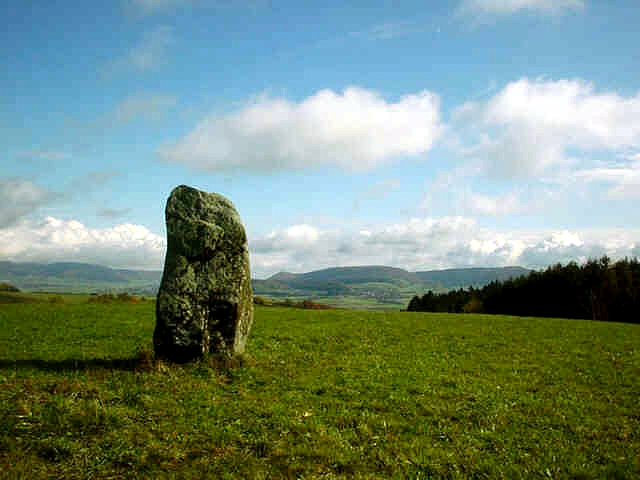
Der Menhir von Degernau auf einer Hügelkuppe

### Vermessung von Positionen
Letztlich müssen Überlegungen zu Bedeutung oder Funktion der Steine spekulativ bleiben – sieht man von der Vermutung ‚kultischer Funktionen‘ ab –, können Hinweise allenfalls ihre Positionierung in der Landschaft (Rheinlinie – Wutach) oder untereinander thematisieren. Eine Funktion als weithin sichtbare, großräumige Wegemarkierung (auch im Winter) wäre einsichtig.
Bekannt ist, dass gehäuft aufgestellte Menhire in Kreisen oder Reihen in ihren Achsen und Abständen präzise aufeinander abgestimmt sind und nach Vermutungen astronomische Beobachtungen ermöglicht haben können.
Hierzu: Technische (mathematische) Interpretationen

## Anmerkung
1. ↑  Die Erzählung ist bei Tributsch, 1986, auf zwölf Buchseiten bis zu deren Abbruch dokumentiert. Sie enthält ausführliche Darstellungen zu Lage des Königreiches, eine Beschreibung der Hauptstadt und Schilderungen der politischen und gesellschaftlichen Verhältnisse, zur Wirtschaft und zu einem großen Krieg. Die Erzählung war schon in der Antike umstritten – mit der Tendenz, sie für zutreffend zu halten (Platon-Schüler, Hellanikos, Poseidonios, Plutarch, Proklos). Die Widersprüche in den Zeitangaben mit den heutigen Analysen konnte Tributsch durch eine Korrektur der Pharaonenlisten Lösen. (S. 140 ff.).